# Potrzebowski Peak
Potrzebowski Peak är en bergstopp i Antarktis. Den ligger i Sydshetlandsöarna. Argentina, Chile och Storbritannien gör anspråk på området. Toppen på Potrzebowski Peak är 300 meter över havet.
Terrängen runt Potrzebowski Peak är kuperad åt nordost, men åt sydväst är den platt. Havet är nära Potrzebowski Peak åt sydväst. Trakten är glest befolkad. Närmaste befolkade plats är Macchu Picchu Station, 19,5 kilometer nordost om Potrzebowski Peak. 